# Trachea prasinatra
Trachea prasinatra är en fjärilsart som beskrevs av Max Wilhelm Karl Draudt 1950. Trachea prasinatra ingår i släktet Trachea och familjen nattflyn. Inga underarter finns listade i Catalogue of Life.